# Kabinett Carlos P. Garcia
Das Kabinett Carlos P. Garcia war eine Regierung der Philippinen, die nach dem Tod von Präsident Ramon Magsaysay bei einem Flugzeugabsturz am 17. März 1957 durch den bisherigen Vizepräsidenten Carlos P. Garcia gebildet wurde und damit das Kabinett Ramon Magsaysay ablöste.
Bei den Präsidentschaftswahlen vom 12. November 1957 wurde Garcia in seinem Amt bestätigt und war damit vom 30. Dezember 1957 bis zum 30. Dezember 1961 gewählt Präsident der Philippinen.
Bei den Präsidentschaftswahlen vom 14. November 1961 unterlag Garcia jedoch seinem bisherigen Vizepräsidenten Diosdado Macapagal mit 44,95 Prozent zu 55 Prozent, der daraufhin das Kabinett Diosdado Macapagal ablöste.

## Kabinettsmitglieder
| Funktion                                          | Name                                                                                 | Amtszeit |
| ------------------------------------------------- | ------------------------------------------------------------------------------------ | --- |
| Präsident Staatsoberhaupt Leiter der Regierung    | Carlos P. Garcia                                                                     | 17. März 1957–30. Dezember 1961 |
| Vizepräsident                                     | Diosdado Macapagal                                                                   | 30. Dezember 1957–30. Dezember 1961 |
| Landwirtschaft und natürliche Ressourcen          | Juan G. de Rodriguez Cesar Fortich                                                   | 18. März 1957–August 1960 August 1960–30. Dezember 1961                                                                                       |
| Bildung                                           | Gregorio Hernandez, Jr. Martin Aguilar, Jr. Manuel Lim Daniel Salcedo Jose E. Romero | 18. März 1957–28. März 1957 29. März 1957–2. September 1957 3. September 1957–17. November 1957 18. November 1957–1959 1959–30. Dezember 1961 |
| Finanzen                                          | Jaime Hernandez Dominador Aytona                                                     | 18. März 1957–25. Januar 1960 25. Januar 1960–30. Dezember 1961                                                                               |
| Auswärtige Beziehungen                            | Carlos P. Garcia Felixberto M. Serrano                                               | 18. März 1957–22. August 1957 22. August 1957–30. Dezember 1961                                                                               |
| Gesundheit                                        | Paulino J. Garcia Elpidio Valencia                                                   | 18. März 1957–15. Juli 1958 15. Juli 1957–30. Dezember 1961                                                                                   |
| Justiz                                            | Pedro T. Tuazon Jesus G. Barrera Enrique Fernandez Alejo R. Mabanag                  | 18. März 1957–19. März 1958 18. April 1958–4. Juni 1959 11. Juni 1959–13. Juli 1959 14. Juli 1959–30. Dezember 1961                           |
| Arbeit                                            | Angel Castano                                                                        | 22. August 1957–30. Dezember 1961 |
| Nationale Verteidigung                            | Eulegio B. Balao Jesus M. Vargas Alejo Santos                                        | 18. März 1957–28. August 1957 28. August 1957–18. Mai 1959 11. Juni 1959–30. August 1961                                                      |
| Öffentliche Arbeiten, Transport und Kommunikation | Florencio Moreno                                                                     | 18. März 1957–30. August 1961 |
| Handel und Industrie                              | Pedro Hernaez Manuel Lim                                                             | 18. März 1957–1960 1960–30. August 1961 |
| Exekutivsekretär                                  | Fortunato De Leon Juan Pajo Natalio Castillo                                         | 18. März 1957–30. Dezember 1957 16. Januar 1958–28. August 1959 24. Januar 1960–5. September 1961                                             |